# Tokary Drugie
Tokary Drugie – wieś w Polsce położona w województwie wielkopolskim, w powiecie tureckim, w gminie Kawęczyn. Miejscowość wchodzi w skład sołectwa Tokary Pierwsze.
W latach 1975–1998 miejscowość administracyjnie należała do województwa konińskiego.